# 卡羅琳·特倫尼
卡羅琳·特倫尼（Caroline Aparecida Trentini，1987年7月6日—），來自巴西的超級名模，出生於南里奧格蘭德州的Panambi。

## 早年生活

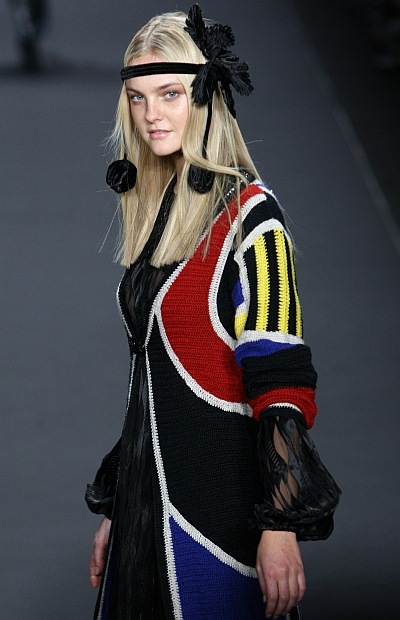
2008年2月，卡羅琳於 Anna Sui 的伸展台上
攝影師：Ed Kavishe FashionWirePress

卡羅琳是詹可·特倫尼（Jacó Trentini）和露迪絲·特倫尼（Lourdes Trentini）最小的女兒，她父母在卡羅琳只有一歲時就去世，她還有兩個姐姐，Franciele和Élen。